# 土地註冊處
土地註冊處（俗稱：田土廳）是香港政府發展局轄下的部門，於1993年5月1日註冊總署解散時成立。土地註冊處是首批根據營運基金條例成立的政府部門之一。該處的成立目的為維持一套快捷有效的土地註冊制度，以便土地交易有秩序地進行。現任處長為譚惠儀。

## 歷史
《土地註冊條例》於1844年2月28日通過，同年成立土地登記所。1949年4月1日與公司登記所、商標登記所、破產管理處、信託管理處和婚姻登記所合併，成立註冊總署（又稱登記總署）。1993年5月1日註冊總署解散，土地註冊處成立，代替田土註冊處（俗稱田土廳）負責土地和業主立案法團的註冊工作。
前註冊總署於1982年開始逐步取代理民官為新界土地註冊，1990年7月23日整個計劃完成。

### 隸屬
- 房屋及規劃地政局（2002年7月1日﹣2007年6月30日）
- 發展局（2007年7月1日﹣）

## 職能
- 按照《土地註冊條例》為一切與土地有關的文件辦理註冊。
- 提供查冊及供應土地登記冊和有關紀錄副本的服務。
- 按照《建築物管理條例》為業主立案法團辦理註冊。

## 服務
市民可到土地註冊處位於金鐘道的客戶服務中心及新界三個查冊中心查閱土地登記冊，以及訂購香港各區物業的土地文件影像副本。

### 地址
- 金鐘道客戶服務中心：香港金鐘道66號金鐘道政府合署19樓
- 荃灣查冊中心：荃灣青山公路174至208號港鐵荃灣站多層停車場大廈11樓
- 元朗查冊中心：元朗橋樂坊2號元朗政府合署暨大橋街市7樓
- 大埔查冊中心：大埔鄉事會街8號大埔綜合大樓4樓[1]

## 歷任土地註冊處處長
- 彭贊榮（1993年－1996年）
- 高傑博（1996年－2001年）
- 蘇啟龍（2001年5月28日－2009年8月9日）[2][3]
- 聶世蘭（2009年8月24日－2012年11月12日）[3][4]
- 周淑貞（2012年11月12日－2015年10月15日）[4]
- 張美珠（2015年10月15日－2021年7月30日）
- 譚惠儀（2021年8月23日-)

## 外部連結
| 成立 原因： 《土地註冊條例》於1844年2月28日通過。同年成立土地登記所。 | 英屬香港土地登記所 | 合併 原因： 與公司登記所、商標登記所、破產管理處、信託管理處和婚姻登記所合併，成立註冊總署 |
| 前任： · 英屬香港土地登記所                                           | 英屬香港註冊總署   | 解散 原因： 註冊總署解散，土地註冊處成立，代替田土註冊處（俗稱田土廰）                     |
| 前任： · 英屬香港公司登記所                                           | 英屬香港註冊總署   | 解散 原因： 註冊總署解散，土地註冊處成立，代替田土註冊處（俗稱田土廰）                     |
| 前任： · 英屬香港商標登記所                                           | 英屬香港註冊總署   | 解散 原因： 註冊總署解散，土地註冊處成立，代替田土註冊處（俗稱田土廰）                     |
| 前任： · 英屬香港破產管理處                                           | 英屬香港註冊總署   | 解散 原因： 註冊總署解散，土地註冊處成立，代替田土註冊處（俗稱田土廰）                     |
| 前任： · 英屬香港信託管理處                                           | 英屬香港註冊總署   | 解散 原因： 註冊總署解散，土地註冊處成立，代替田土註冊處（俗稱田土廰）                     |
| 前任： · 英屬香港婚姻登記所                                           | 英屬香港註冊總署   | 解散 原因： 註冊總署解散，土地註冊處成立，代替田土註冊處（俗稱田土廰）                     |
| 前任： · 英屬香港註冊總署 · 已解散                                    | 英屬香港土地註冊處 | 繼任： · 香港土地註冊處                                                                    |
| 前任： · 英屬香港土地註冊處                                           | 香港土地註冊處     |                                                                                            |

- 香港特別行政區政府 土地註冊處 （页面存档备份，存于）